# 仮想移動体サービス提供者
仮想移動体サービス提供者（かそういどうたいサービスていきょうしゃ、Mobile Virtual Network Enabler（MVNE）、モバイル・バーチャル・ネットワーク・イネイブラー）とは、仮想移動体通信事業者（MVNO）の事業の構築を支援する事業を営む者である。
なお、総務省による定義は、
- MVNOとの契約に基づき当該MVNOの事業の構築を支援する事業を営む者（当該事業に係る無線局を自ら開設・運用している者を除く）
  - MVNOの課金システムの構築・運用、MVNOの代理人として行うMNOとの交渉や端末調達、MVNOに対するコンサルティング業務などを行う場合であって、自らが電気通信役務を提供しない場合
  - 自ら事業用電気通信設備を設置し、一又は複数のMVNOに卸電気通信役務を提供する等の場合

としている。なお、上記2の場合は電気通信事業に該当し、事業法に定める所定の手続が求められるなど事業法の適用を受ける。

## 概略
移動体通信事業者（MNO）から通信網の卸売を受ける場合の交渉の代行、相互接続機能、顧客管理・課金システムの構築・運用、端末機器の調達・配送、法的な届け出などのコンサルティング業務などが提供される。

## 日本におけるMVNE
NTTドコモが2008年7月に実施した相互接続は、MNOがIPアドレスを割り当てるレイヤー3接続であった。
ユーザによる高速・低速切り替え・データ容量管理・MVNOがIPアドレスの割り当てを出来るレイヤー2接続は、パケット中継装置を管理・運用する必要があるため、MVNEが提供する場合が多い。
NTTドコモ
- NTTコミュニケーションズ
- NTTPCコミュニケーションズ
- オプテージ
- ミーク
- インターネットイニシアティブ
- ビッグローブ
- 日本通信
- フリービット
- 富士通
- TOKAIコミュニケーションズ
- レンジャーシステムズ
- 丸紅ネットワークソリューションズ

au
- UQコミュニケーションズ
- ビッグローブ
- オプテージ
- ミーク
- インターネットイニシアティブ

ソフトバンク
- SBパートナーズ
- オプテージ
- ミーク
- 日本通信

## 海外におけるMVNE
日本とは異なり、自らMVNOを運営しておらず通信設備を持っていない、または通信設備を持っていても直接消費者向けのサービスを運営していない事業者がMVNEとなっているケースが多い。
その国の電気通信産業に存在する法規制や効率的な市場開拓に関するコンサルティング、顧客管理システムや課金システムの開発受託、キャリアとの交渉窓口業務などを主に担当する。